# Зграда „Митрополија” у Новом Пазару
Зграда „Митрополија“ у Новом Пазару је подигнута крајем 18. века и као једна од најстаријих зграда и изузетан пример народног градитељства представља непокретно културно добро као споменик културе.

## Изглед
Њено име потиче од предања које казује да су митрополити Рашко-призренске митрополије, у чијем је саставу од 1808. године био и Нови Пазар, долазећи у град боравили у овој кући. Постоје, такође и подаци да је у њој, крајем 19. и почетком 20. века радила прва српска, најпре женска, а потом и мешовита школа. Током 20. века више пута је мењала намену и најдуже коришћена као стамбени објекат.
Грађена репрезентативно, за посебну намену, ова зграда је одиграла историјску улогу јер је, уз цркву била стециште српског живља у периоду турске владавине.